# Наланда
Нала̀нда е будистки университет и манастирски комплекс, съществувал през V—XII векове в Северна Индия, един от най-големите образователни центрове от онова време, в който са се обучавали, работили и преподавали много изтъкнати будистки философи от различни страни, и където са се събирали многобройни поклонници, най-старият университет в света. Днес руините на Наланда са исторически паметник в индийската провинция Бихар, на 90 km на югоизток от Патна, древната столица на Индия.

## История
Университетът е основан през първата третина на V век. Разцветът на Наланда настъпва през периода на управление на Гуптската династия, а наследилите Гупта управители на Пала продължават да покровителстват този университет.
За Наланда пише известният китайски будистки учен и пътешественик от VI век Сюен Дзан. Там преподават хиляда професори, учат се десет хиляди студенти, университетът притежава девететажни постройки, 6 храма и 7 манастира, в библиотеката се съхраняват 9 милиона книги. Според Сюен Дзан, в университета съществува ранно подобие на приемни изпити: на пристигналите за участие в дискусиите са задавани сложни въпроси, така че тези, които не успяват да дадат отговор, се отказват от идеята да влязат.
През 1193 г. университетът е разрушен в резултат на нахлуването на тюркската завоевателна армия начело с мюсюлманския фанатик Бахтияр Хилджи, насаждащ исляма със силата на оръжието. Хиляди монаси са изгорени живи или обезглавени, богатата библиотека на Наланда е изгорена. Това събитие нанася голям удар по будизма в Индия, който след това започва да запада. Много будистки монаси, за да се спасят от преследване, бягат в Непал и Тибет.
През 1351 г. в Тибет се открива учебен център под същото име.
През IX—XII векове благодарение дейността на учители от Наланда се сформира тибетската будистка традиция. В резултат на усилията на философите от Наланда доктрините на Мадхямака и Йогачара са формулирани във вида, в който те по-късно са предадени в Тибет.
В университета Наланда са били разположени работилници за преписване на книги, а също работилници за производство на будистка живопис и бронзови скулптури. По всяка вероятност в Наланда са изработени ваджраянските канонични изображения на будистките божества, които след това заедно с бягащите от ислямските иконоборци монаси са пренесени в изкуството на Непал и Тибет.
На мястото на университета са останали частично запазили се руини. Наблизо се намира съвременният център за тхеравада. Разкопаната археологическа зона заема площ около 150 000 m², но още значителна част от разкопките не е извършена. В разположения наблизо музей се пазят манускрипти, открити при разкопките.
От 2006 г. с усилията на будисти от Индия и други страни се планира възраждането на университета Наланда под името Nalanda International University.
На 1 септември 2014 г. се провеждат първите занятия в модерния Международен университет Наланда в близкия град Раджгир с участието на 15 студенти.

## Изтъкнати учени от Наланда
- Атиша
- Будапалита
- Бхававивека
- Дигнага
- Дхармакирти
- Камалашила
- Наропа – основател на тибетската будистка традиция Кагю
- Чандракирти
- Шантаракшита
- Шантидева